# Gültz
Gültz  ist eine Gemeinde im Landkreis Mecklenburgische Seenplatte. Sie liegt nördlich von Neubrandenburg. Bis zum 1. Januar 2004 war die Gemeinde Teil des Amtes Tollensetal und ist seitdem Teil des Amtes Treptower Tollensewinkel mit Sitz in Altentreptow.

## Geografie und Verkehr
Gültz liegt ca. 8,5 km nördlich von Altentreptow und 29 km südöstlich von Demmin. Zu erreichen ist die Gemeinde von der Bundesautobahn 20  über den Anschluss Burow aus westlicher Richtung oder Altentreptow aus östlicher Richtung kommend. Die Bahnstrecke Neubrandenburg–Stralsund (Berliner Nordbahn) führt durch die Gemeinde, allerdings ca. einen Kilometer am Ortskern Gültz vorbei. Der in den 1990er Jahren geschlossene Bahnhof liegt mitten auf einer Ackerfläche. Gültz liegt in einem westlichen Ausläufer des Tollenseurstromtales, während die Anhöhen westlich der Gemeinde über 110 ü. NN reichen.

## Ortsteile
- Gültz
- Hermannshöhe
- Seltz

## Geschichte

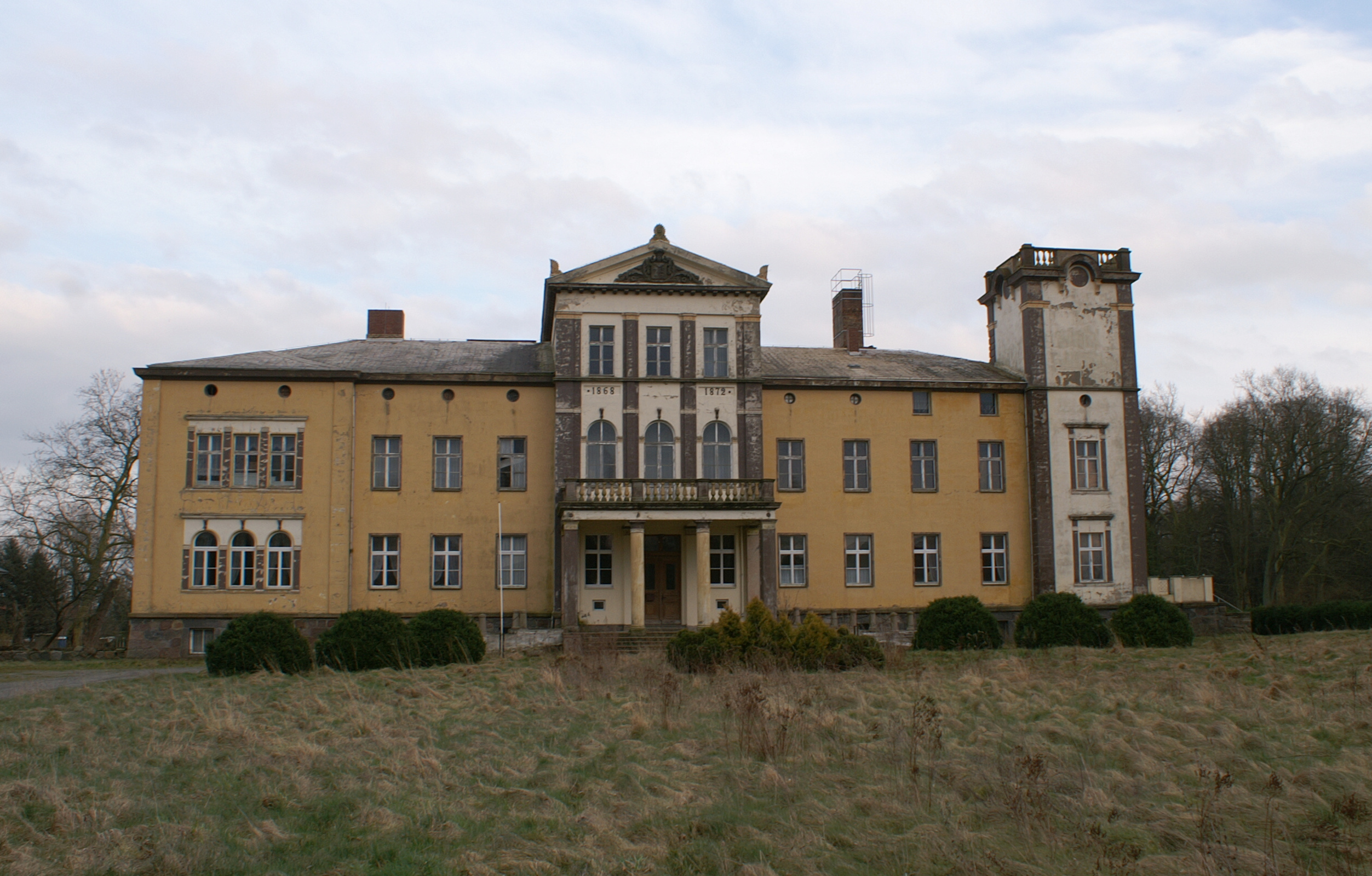
Herrenhaus in Gültz

Gültz war seit 1484 im Lehensbesitz der Familie von Maltzahn. Lediglich von 1569 bis 1646 war es im Besitz der Familie von Preen, wurde dann aber wieder von den Maltzahn zurück erworben. Nach dem Tod von Albrecht Hermann von Maltzahn, der als preußischer Major 1742 in der Schlacht bei Chotusitz fiel, erbte sein Vetter Axel Albrecht von Maltzahn das Gut. Axel Albrecht, Landrat im preußischen Teil Vorpommerns, dem sogenannten Altvorpommern, erwarb das angrenzende Gut Prützen dazu. Im Auftrag des Landrates Axel von Maltzahn (1808–1841), der 1838 nach Gültz gezogen war, entwarf Peter Joseph Lenné 1840 einen englischen Landschaftsgarten. Sein Sohn Helmuth von Maltzahn ließ zwischen 1868 und 1872 nach dem Entwurf des Schweriner Baurates Georg Daniel ein klassizistisches Herrenhaus errichten. In dieser Zeit wurde auch der englische Landschaftspark umgestaltet. Nach dem Zweiten Weltkrieg wurde die Familie von Maltzahn enteignet. Letzte Besitzerin des 1000 ha umfassenden Gutes war Helene Luise Freifrau von Maltzahn, geborene von Platen, respektive der Sohn Helmuth. Im Herrenhaus wurde zu DDR-Zeiten eine landwirtschaftliche Berufsschule untergebracht. Nach der Wiedervereinigung wurde das Herrenhaus privatisiert, diente zeitweise als Hotel und steht seitdem leer.
Am 1. Januar 1951 wurde Gültz aus der Nachbargemeinde Gnevkow ausgegliedert und bildete eine neue Gemeinde.

## Wappen, Flagge, Dienstsiegel
Die Gemeinde verfügt über kein amtlich genehmigtes Hoheitszeichen, weder Wappen noch Flagge. Als Dienstsiegel wird das kleine Landessiegel mit dem Wappenbild des Landesteils Vorpommern geführt. Es zeigt einen aufgerichteten Greifen mit aufgeworfenem Schweif und der Umschrift „GEMEINDE GÜLTZ • LANDKREIS MECKLENBURGISCHE SEENPLATTE“.

## Sehenswürdigkeiten
- Kirche Gültz aus dem 13. Jahrhundert
- Schloss Gültz, ehemaliges Herrenhaus der Familie von Maltzahn
- Landschaftspark Gültz von Peter Joseph Lenné
- Grabstätte der Familie von Maltzahn (mit Grabplatte mit Relieffigur des Landmarschalls Achim von Moltzahn auf Osten † 1565)
- Kirche Seltz
- zwei Eichen mit einem Brusthöhenumfänge von 8,49 m[5] und 7,00 m.[6]

## Persönlichkeiten
- Johann Thilo (1755–1821), Pfarrer in Gültz und Sozialkritiker[7]
- Axel von Maltzahn (1808–1841), preußischer Landrat
- Helmuth von Maltzahn (1840–1923), Oberpräsident der preußischen Provinz Pommern und Reichstagsabgeordneter.
- Axel von Maltzahn (Landrat, 1868) (1868–1931), Landrat des Kreises Grimmen
- Helmuth von Maltzahn (1870–1959), deutscher Verwaltungsjurist und Gutsbesitzer.